# Viola hancockii
Viola hancockii W.Becker – gatunek roślin z rodziny fiołkowatych (Violaceae). Występuje endemicznie w Chinach – w prowincjach Gansu, Hebei, Szantung, Shaanxi oraz Shanxi. 

## Morfologia
PokrójBylina dorastająca do 15 cm wysokości, tworzy kłącza.
LiścieBlaszka liściowa ma owalny kształt. Mierzy 2–6 cm długości oraz 2–4 cm szerokości, jest piłkowana na brzegu, ma sercowatą nasadę i ostry wierzchołek. Ogonek liściowy jest nagi i ma 2–4 cm długości. Przylistki są lancetowate i osiągają 10–13 mm długości.
KwiatyPojedyncze, wyrastające z kątów pędów. Mają działki kielicha o lancetowatym kształcie i dorastające do 7–8 mm długości. Płatki są podługowato odwrotnie jajowate, mają białą barwę oraz 12 mm długości, dolny płatek jest owalny, mierzy 18-20 mm długości, posiada obłą ostrogę o długości 6-8 mm.
OwoceTorebki mierzące 7-10 mm długości, o podługowatym kształcie.

## Biologia i ekologia
Rośnie w lasach, na łąkach, brzegach cieków wodnych i skarpach. Występuje na wysokości od 200 do 1800 m n.p.m.